# Bình La, Thạch Chủy Sơn
Bình La (tiếng Trung: 平罗县, Hán Việt: Bình La huyện) là một huyện thuộc địa cấp thị Thạch Chủy Sơn, Khu tự trị dân tộc Hồi Ninh Hạ, Cộng hòa Nhân dân Trung Hoa. Huyện này có diện tích 2608 km2, dân số khoảng 290.000 người. Bình La là một huyện nông nghiệp nằm ở lưu vực sông Hoàng Hà. Mã số bưu chính của Bình La là 753400.

## Hành chính
Huyện Bình La được chia ra làm 13 đơn vị hành chính cấp hương gồm 7 trấn và 6 hương. Ngoài ra quận này còn quản lí 1 đơn vị ngang cấp hương khác.
- Trấn: Thành Quan (城关镇), Hoàng Cừ Kiều (黄渠桥镇), Bảo Phong (宝丰镇), Đầu Áp (头闸镇), Diêu Phục (姚伏镇), Sùng Cương (崇岗镇), Đào Lạc (陶乐镇)
- Hương: Cao Trang (高庄乡), Linh Sa (灵沙乡), Cừ Khẩu (渠口乡), Thông Phục (通伏乡), Cao Nhân (高仁乡), Hồng Nhai Tử (红崖子乡)

Đơn vị ngang cấp hương khác
- Nông trường Tiền Tiến (前进农场)